# Клинський потік
Клинський потік (словац. Klinský potok) — річка в Словаччині, права притока Полгоранки, протікає в окрузі Наместово.
Довжина приблизно 4.0—4.5 км. Витік лежить у масиві Підбескидська Верховина (схил гори Копаниця) — на висоті близько 755—760 метрів. Протікає територією села Клін.
Впадає в Полгоранку на висоті приблизно 605 метрів.